# Кахуку (Хаваји)
Кахуку (енгл. Kahuku) насељено је место за статистичке потребе у америчкој савезној држави Хаваји. По попису становништва из 2010. у њему је живело 2.614 становника.

## Демографија
Према попису становништва из 2010. у граду је живело 2.614 становника, што је 517 (24,7%) становника више него 2000. године.
| Група             | 2000.       | 2010.       |
| Белци             | 210 (10,0%) | 194 (7,4%)  |
| Афроамериканци    | 6 (0,3%)    | 10 (0,4%)   |
| Азијати           | 563 (26,8%) | 662 (25,3%) |
| Хиспаноамериканци | 181 (8,6%)  | 176 (6,7%)  |
| Укупно            | 2.097       | 2.614       |